# Johan Ross den yngre (domkyrkoorganist)
Johan Ross den yngre, född på 1650-talet, död tidigast våren 1716, var en svensk domkyrkoorganist i Skara stadsförsamling. Han var domkyrkoorganist i Skara 1692–1715. Innan dess var han organist i Borås församling 1677–1681 och därefter organist 1681–1691 i Nikolai församling i Nyköping. Han var även musiklärare i Skara 1692–1700. Hans far Johan Ross den äldre var 1654–1691 domkyrkoorganist i Skara.
Ross var gift och svåger till Olof Tådenius i Borås och troligen Lars Trana i Skara.

## Biografi
Ross var son till domkyrkoorganisten Johan Ross den äldre. Han fick 1681 tjänst som organist i Nyköping där han efterträdde Tomas Arnholdt. Under tiden i Nyköping samarbetade han troligtvis med musikern Johan Hintze. I Nyköping blev hans efterträdare Petter Sommar när han 1691 blev domkyrkoorganist i Skara domkyrkoförsamling. Under tiden i Skara byggde Hans Henrich Cahman och Magnus Åhrman en ny orgel. Den 7 juni 1699 var bara två stämmor ditsatta i den nya orgeln och Ross uppmanades av biskopen att spela korta stycken på orgeln. År 1704 var den nya orgeln färdigställd av Johan Niklas Cahman och Johan Åhrman. Församlingen frågade då sig om man skulle anställa en ny organist istället för Ross, då han hade misskött sin musikertjänst.